# Ashmira elia
Ashmira elia är en nattsländeart som beskrevs av Martin E. Mosely 1939. Ashmira elia ingår i släktet Ashmira och familjen grusrörsnattsländor. Inga underarter finns listade i Catalogue of Life.